# Harmony Ikande
Harmony Ikande (Kano, 2 settembre 1990) è un calciatore nigeriano, centrocampista svincolato.

## Carriera

### Club
Arrivato nel Milan nel 2008, Ikande ha giocato nelle giovanili rossonere fino a gennaio del 2010, quando è stato ceduto in prestito al Monza in Lega Pro Prima Divisione. Con il Monza ha esordito tra i professionisti il 31 gennaio 2010 contro il Viareggio (0-0) e ha totalizzato 5 presenze.
Durante il calciomercato estivo 2010 il Milan ha ceduto Ikande in prestito al Poggibonsi, squadra di Lega Pro Seconda Divisione, con cui ha disputato 9 partite in campionato segnando un gol contro il Prato. Nel gennaio 2011 è rientrato al Milan che lo ha girato in prestito in Spagna all'Extremadura UD in Segunda División B.
Terminati i sei mesi in prestito alla squadra spagnola Ikande si è svincolato dal Milan e ha firmato con la squadra ungherese dell'Honvéd. Dopo sei mesi in Ungheria, per un totale di 2 presenze in prima squadra e 5 gare e una rete realizzata contro il Cegléd con la seconda, si è trasferito al Beitar Gerusalemme. Al termine della stagione si è trasferito nelle file dell'Hapoel Ashkelon squadra militante nella Liga Leumit ovvero la seconda divisione del campionato israeliano.

### Nazionale
Nel 2009 Ikande è stato convocato dall'allenatore della Nazionale nigeriana Under-20 Samson Siasia per il Mondiali di categoria in Egitto. Durante la competizionie, nella quale la Nigeria è stata eliminata al primo turno, Ikande ha disputato 2 partite: il primo tempo della seconda partita del girone eliminatorio contro la Spagna (0-2) e parte del secondo tempo contro Tahiti (5-0) nella terza e ultima partita della squadra nigeriana.

## Palmarès

### Club

#### Competizioni giovanili
- Coppa Italia Primavera: 1

Milan: 2009-2010